# 北美瑛車站
北美瑛車站（日语：／ Kita-biei eki */?）是由北海道旅客鐵道（JR北海道）所經營的鐵路車站，位於日本北海道上川郡美瑛町境內。本站是富良野線沿線無人駐守的車站，並由JR北海道旭川支社負責管轄。

## 車站構造
本站是只設有一座側式月台單線配置的地面車站，其月台長度僅能容納單節列車。月台旁的候車室因為空間太小無法設置公共廁所，雖然車站本身設備簡陋，但站前的廣場卻有設置作為裝飾用途的花圃。

## 車站周圍
此站本身位於三條河流互相交匯所形成的三角地帶中，附近大多為農田，車站正面有北海道道213號通過。在車站南側約300公尺處、北海道道213號與543號交匯的路口，有一個小型的農村聚落（下宇莫別）。而車站東南方向隔著北海道道213號，則為一片狹長狀朝東方蔓延的森林。
- 國道237號
- 宇莫別簡易郵局
- 美瑛町立美進小學
- 道北巴士（日语：道北バス）「宇莫別入口」巴士站

## 歷史
- 1958年（昭和33年）3月25日：日本國有鐵道北美瑛車站開始營運，提供客運服務。
- 1987年（昭和62年）4月1日：配合日本國鐵分割民營化，車站的所有權與業務由JR北海道承接。

## 相鄰車站
北海道旅客鐵道（JR北海道）
■富良野線
美瑛（F37）－北美瑛（F36）－千代岡（F35）

## 外部連結
- （日語）北美瑛車站（JR北海道旭川支社）
- （日語）全驛參觀之旅（页面存档备份，存于）